# Шпильов Станіслав Валерійович
Станісла́в Вале́рійович Шпильо́в (27 червня 1976 — 26 серпня 2015) — молодший сержант Збройних сил України, учасник російсько-української війни.

## Життєпис
Народився 1976 року в селі Полянецьке Одеської області, закінчив загальноосвітню школу. Пройшов строкову військову службу в лавах ЗСУ. Мешкав у селі Острівка Савранського району.
Призваний за мобілізацією 19 березня 2015-го; молодший сержант 28-ї окремої механізованої бригади.
26 серпня 2015 року загинув під час мінометного обстрілу терористами міста Мар'їнка. Тоді ж загинув солдат Віталій Лопушой.
Похований в селі Полянецьке Савранського району.
Без Станіслава лишились дружина та син.

## Нагороди та вшанування
За особисту мужність, сумлінне та бездоганне служіння Українському народові, зразкове виконання військового обов'язку відзначений — нагороджений
- орденом «За мужність» ІІІ ступеня (4.7.2016, посмертно)[1]